# 宾德亚
宾德亚是緬甸德努自治区的首府，宾达亚位於緬甸掸邦德努自治区宾德亚镇区的西部。幾個世紀以來，數以千計的佛像被供奉在宾德亚，宾德亚每五天會設立一個流動市場。
宾德亚古称“宾古亚”，中国明代史料中称“板古城”，是缅甸重要的历史文化圣地之一。
從宾德亚步行45分鐘即可到達的宾德亚洞穴是小鎮最著名的景點。

## 产业
茶叶种植是宾德亚的产业之一，缅甸人普遍认为宾德亚出产缅甸最好的茶叶。